# Fiú 400 méteres gyorsúszás a 2010. évi nyári ifjúsági olimpiai játékokon
A 2010. évi nyári ifjúsági olimpiai játékokon az úszás fiú 400 méteres gyorsúszás versenyszámát augusztus 15-én rendezték meg a Singapore Sports Schoolban.

## Előfutamok

### 1. Futam
| H  | P | Név                            | Nemzet    | Idő     | Mj |
| -- | - | ------------------------------ | --------- | ------- | -- |
| 1. | 2 | Cristian Quintero              | Venezuela | 3:54.91 | Q  |
| 2. | 4 | Allan Gabriel Gutierrez Castro | Honduras  | 4:08.62 |    |
| 3. | 5 | Jorge Masson                   | Ecuador   | 4:08.80 |    |
| 4. | 3 | Henk Lowe                      | Guyana    | 5:09.04 |    |

### 2. Futam
| H  | P | Név                | Nemzet           | Idő     | Mj |
| -- | - | ------------------ | ---------------- | ------- | -- |
| 1. | 5 | Chad Bobrosky      | Kanada           | 3:55.51 | Q  |
| 2. | 6 | Ganesh Pedurand    | Franciaország    | 4:01.02 |    |
| 3. | 7 | Thomas Stephens    | Egyesült Államok | 4:02.11 |    |
| 4. | 3 | Stefan Sorak       | Szerbia          | 4:03.37 |    |
| 5. | 2 | Sebastian Arispe   | Peru             | 4:06.82 |    |
| 6. | 1 | Amr Mohamed        | Egyiptom         | 4:10.50 |    |
| 7. | 4 | Fedy Hannachi      | Tunézia          | 4:11.70 |    |
| 8. | 8 | Anton Sveinn McKee | Izland           | 4:12.80 |    |

### 3. Futam
| H  | P | Név                    | Nemzet       | Idő     | Mj |
| -- | - | ---------------------- | ------------ | ------- | -- |
| 1. | 5 | Jeremy Bagshaw         | Kanada       | 3:53.81 | Q  |
| 2. | 4 | Bernek Péter           | Magyarország | 3:58.47 | Q  |
| 3. | 6 | Gustav Aberg Lejdstrom | Svédország   | 4:01.03 |    |
| 4. | 3 | Victor Rodrigues       | Brazília     | 4:01.56 |    |
| 5. | 2 | Yong En Clement Lim    | Szingapúr    | 4:04.24 |    |
| 6. | 1 | Kevin Kar Meng Lim     | Malajzia     | 4:05.53 |    |
| 7. | 8 | Marko Blaževski        | Macedónia    | 4:05.67 |    |
| 8. | 7 | Bertug Coskun          | Törökország  | 4:05.76 |    |

### 4. Futam
| H  | P | Név                        | Nemzet                  | Idő     | Mj |
| -- | - | -------------------------- | ----------------------- | ------- | -- |
| 1. | 4 | Jun Dai                    | Kína                    | 3:56.63 | Q  |
| 2. | 5 | Zambó Balázs               | Magyarország            | 3:57.75 | Q  |
| 3. | 3 | Chad le Clos               | Dél-afrikai Köztársaság | 3:58.08 | Q  |
| 4. | 2 | Matt Stanley               | Új-Zéland               | 3:58.45 | Q  |
| 5. | 1 | Justin James               | Ausztrália              | 4:03.46 |    |
| 6. | 6 | Gustavo Manuel Silva Santa | Portugália              | 4:07.01 |    |
| 7. | 8 | Yaraslau Pronin            | Fehéroroszország        | 4:07.90 |    |
| 8. | 7 | Pavol Jelenak              | Szlovákia               | 4:09.98 |    |

## Döntő
| H     | P | Név               | Nemzet                  | Idő     | Mj |
| ----- | - | ----------------- | ----------------------- | ------- | -- |
| Arany | 6 | Jun Dai           | Kína                    | 3:50.91 |    |
| Ezüst | 7 | Chad le Clos      | Dél-afrikai Köztársaság | 3:51.37 |    |
| Bronz | 5 | Cristian Quintero | Venezuela               | 3:53.44 |    |
| 4.    | 3 | Chad Bobrosky     | Kanada                  | 3:54.43 |    |
| 5.    | 4 | Jeremy Bagshaw    | Kanada                  | 3:55.81 |    |
| 6.    | 2 | Zambó Balázs      | Magyarország            | 3:56.56 |    |
| 7.    | 1 | Matt Stanley      | Új-Zéland               | 3:56.75 |    |
| 8.    | 8 | Bernek Péter      | Magyarország            | 3:56.77 |    |

## Fordítás
Ez a szócikk részben vagy egészben  a   Swimming at the 2010 Summer Youth Olympics – Boys' 400 metre freestyle című angol Wikipédia-szócikk fordításán alapul.  Az eredeti cikk szerkesztőit annak laptörténete sorolja fel. Ez a jelzés csupán a megfogalmazás eredetét és a szerzői jogokat jelzi, nem szolgál a cikkben szereplő információk forrásmegjelöléseként.